# Inosinmonophosphat-Dehydrogenase
Inosinmonophosphat-Dehydrogenase (IMPDH) (auch IMP-Dehydrogenase) heißen Enzyme, die Inosinmonophosphat (IMP) zu Xanthosinmonophosphat (XMP) oxidieren. Dieser Reaktionsschritt ist unentbehrlich und geschwindigkeitsbestimmend für die Biosynthese von Guanosinmonophosphat (GMP), und damit aller Guanosin-Nukleotide. IMPDH kommen in allen Lebewesen vor. Beim Menschen gibt es zwei Gene auf den Chromosomen 7 und 3, die für IMPDHs codieren. Vom Genprodukt von IMPDH1 sind mehrere Isoformen bekannt. Es ist in hoher Konzentration in der Netzhaut lokalisiert. Mutationen in IMPDH1 können zu Retinitis pigmentosa Typ 10 führen.

## Katalysierte Reaktion
+ NAD+ + H2O ⇒ + NADH/H+
IMP wird zu XMP oxidiert.

## Pharmakologie
Die IMPDH sind Targets für Immunsuppressiva; sie werden beispielsweise durch Mycophenolsäure (MPA) gehemmt. Da für die Proliferation von T- und B-Lymphozyten die De-novo-Synthese von Purinen unerlässlich ist, während andere Zellarten den Wiederverwertungsstoffwechsel benutzen können, wirkt MPA stärker zytostatisch auf Lymphozyten als auf andere Zellen, wodurch diese selektiv gehemmt werden. Deshalb wird MPA als Immunsuppressivum eingesetzt. Es existieren Varianten der IMPDH, die MPA unwirksam machen und deren Träger deshalb bei Transplantationen Abstoßungen erleiden können. Mutationen am IMPDH1-Promoter können gleichermaßen zur Resistenz auf Azathioprin führen.